# 潜水艦搭載偵察機
潜水艦搭載偵察機（せんすいかんとうさいていさつき）とは、潜水艦の索敵能力を向上させるべく、潜水艦に搭載された偵察用航空機である。主に水上機が用いられ、偵察以外の活動にも従事することがあった。

## 歴史
潜水艦は誕生当時、単艦または少数の編成での通商破壊作戦等に運用されたが、単艦での索敵にはそもそも限界がある上、小型で背の低い潜水艦の視界は狭く索敵能力は水上艦に比べて低かった。そこで索敵能力を強化する手段として、航空機を搭載することが研究された。最初にイギリス海軍が実験し、後にアメリカ海軍やイタリア海軍も続き、フランス海軍は実用搭載可能な潜水艦を建造した。しかし、一般に小型な潜水艦への有力な水上機搭載は難しく、最終的に各国とも搭載は取りやめた。
例外的に、日本海軍は、潜水艦搭載偵察機を多用し、搭載可能な潜水艦を量産した。その背景には、日本海軍が漸減作戦の一環として「潜水艦による敵艦隊攻撃」を想定しており、潜水艦の索敵力強化を重視していたという事情があった。なお、そのため潜水艦艦隊旗艦として、多数の偵察機を搭載した水上艦も計画している（のちの大淀）。
日本海軍の潜水艦搭載偵察機は太平洋戦争初期には要地偵察任務に活躍し、爆撃任務にも使用された。もっとも、洋上偵察任務にはほとんど使用できず、また、その小型機ゆえの劣性能は明らかで次第に使用されなくなった。なお、偵察用を超えて当初から攻撃任務を想定した伊四〇〇型潜水艦と晴嵐まで建造したが、実戦で空襲を行うことはなかった。
ドイツ海軍は水上機を研究したほかに、回転翼機の搭載を研究して一部を実用化した。
現代の巡航ミサイルの中には発射母艦に目標データを転送する機能を持つものもあり、中にはノースロップ・グラマン シーフェレットのように指揮偵察機能を前面に打ち出した物もある。これらは現代版の潜水艦搭載偵察機またはその後継者と言える。

## 日本

### 横廠式一号水上偵察機
ドイツから輸入したカスパー U.1水偵を基に、横須賀海軍工廠（横廠）が試作した単座・複葉の双フロート機。試験にのみ用いられた。
- 速力：154km/h

### 九一式水上偵察機
イギリス海軍が採用したパーナル ペト（又はペイト）水偵を横廠が国産化した機体で、単座・複葉の双フロート機。本機は格納庫に分解して搭載、帰還後は収容となっているが、実際はそのまま放棄されることになったという。カタパルトの実験に使用されるなど、その後の機体や潜水艦の開発に貴重なデータを残している。
速力：233km/h

### 九六式小型水上偵察機
渡辺鉄工所（後の九州飛行機）潜水艦搭載用の小型水上偵察機。先の九一式が他機種からの転用に対し、本機は最初から試作・完成した機体である。複座・複葉の双フロート機。
速力：233km/h
航続距離：732km（最大）
主要兵装：7.7mm機銃×1
乗員数：2名
生産数：33機

### 零式小型水上偵察機

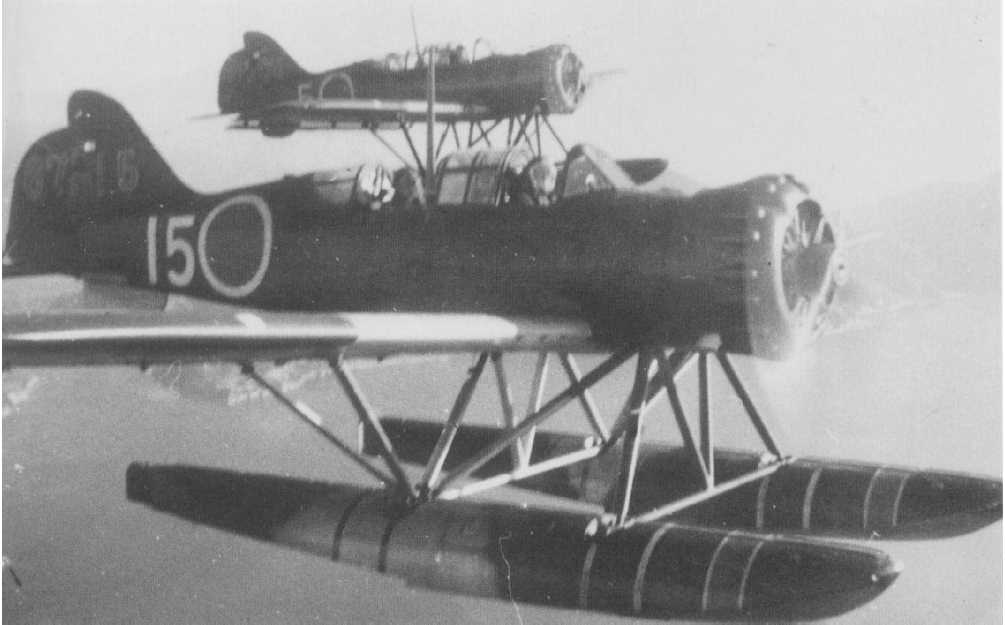
零式小型水上偵察機

1937年（昭和12年）に海軍航空技術廠に対して試作を指令、1940年（昭和15年）に制式採用。同年に採用された愛知航空機の零式水上偵察機（三座）と区別する為、特に「小型」と呼称する。同機は潜水艦用水偵として初の単葉機でもある。1942年（昭和17年）9月にはアメリカ本土空襲を実行した。以後、現在に至るまで、アメリカ本土を攻撃する事に成功した史上唯一の外国軍用機となっている。
最高速度：246 km/h
航続距離：882 km
武装：7.7ミリ機銃×1、72キロ焼夷爆弾×2（アメリカ爆撃時に使用）
乗員数：2名
総生産機数：126機

## フランス

### ベソン MB.35

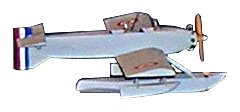
ベンソンMB411

1926年に2機が製作された複座双フロートの低翼単翼機。203mm砲を持つ大型潜水艦スルクフ搭載機として特に設計された。きわめて角ばった設計が特徴の機体である。スルクフの建造が遅れた事もあり巡洋艦の搭載機として使われた。
最高速度：160 km/h
航続距離：300 km
武装：爆弾225kgまで
乗員数：2名

### ベソン/ANFミュロー MB.41
1937年。スルクフ搭載用にMB.35から発展させた機体で、単舟となっている。1機のMB.410と若干改良を加えた2機のMB.411が製作された。1940年のフランス降伏後、イギリスに脱出したスルクフと共に1機のMB.411は自由フランス軍に加わった。
最高速度：185 km/h
航続距離：345 km
武装：
乗員数：2名

## ドイツ

### ハンザ・ブランデンブルク W.20
第一次世界大戦末期に作られた複葉プッシャー式の飛行艇。潜水艦搭載用に特に設計された航空機としてはおそらく世界初である。3機が製造されたが実戦で使用する前に終戦となった。

### LFG V19
第一次世界大戦末期に1機だけ作られた全金属製双舟複葉の試作機。

### カスパー U-1/U-2
カスパー・ハインケルU-1とも。双フロート複葉。1922年～1923年にヴェルサイユ体制下のドイツで特別に製造されアメリカと日本に取得された。日本ではこの機体を元に横廠一号水上偵察機を製作した。
(U-2)
最高速度：150 km/h (0m)
航続距離：250 km
乗員数：1名

### アラド Ar 231
1941年初飛行。XI型大型Uボート用に特に設計されたパラソル翼双舟の水上偵察機。各国で設計、製造された他の小型水上偵察機と同様に水上運動性、離水性の不足が目立った上、肝心のXI型潜水艦の建造が中止されたため6機が試作されたのみに終わった。うち2機はシュティーア (仮装巡洋艦)の搭載機となった。
最高速度：170 km/h (0m)
航続距離：500 km
乗員数：1名

### フォッケ・アハゲリス Fa 330

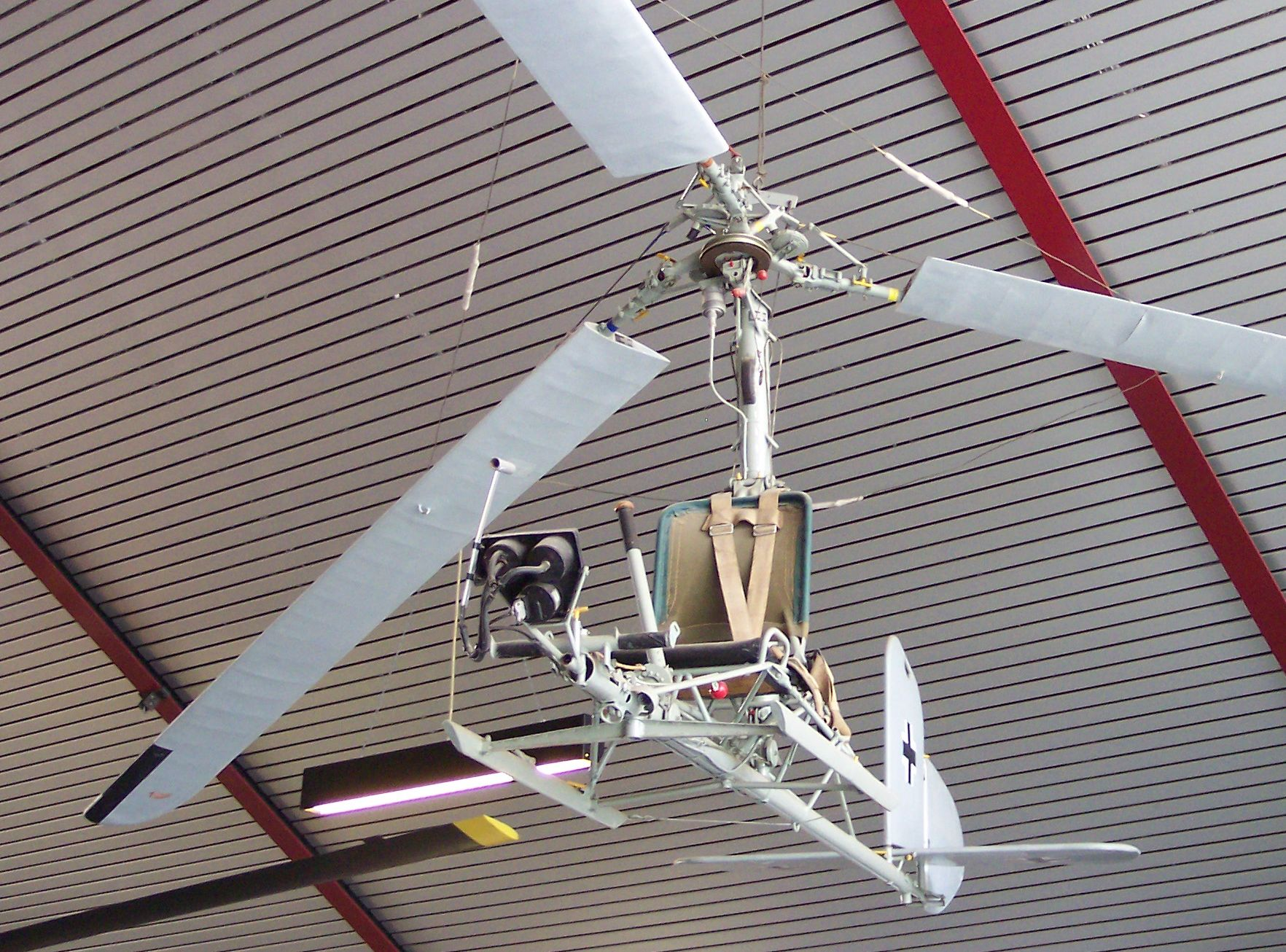
フォッケ・アハゲリス Fa 330

フォッケ・アハゲリス社開発。極めて特異なローターカイト（回転翼式の凧）である。水上視界が限られている潜水艦の捜索範囲を拡大するためにIXD/2型長距離潜水艦に曳航されて使用された。
乗員数：1名

## イタリア

### マッキ M.53/ピアッジョ P.8
共に1928年。双フロート単葉でマッキ機は低翼、ピアッジョの機体はパラソル翼である。エットーレ・フィエラモスカ搭載用に作られたが実際に搭載される事はなく、潜水艦の格納庫も竣工後に取り除かれてしまった。

## ソ連

### チェトベリコフ SPL
1935年。飛行艇。1機だけが製作された。

## イギリス

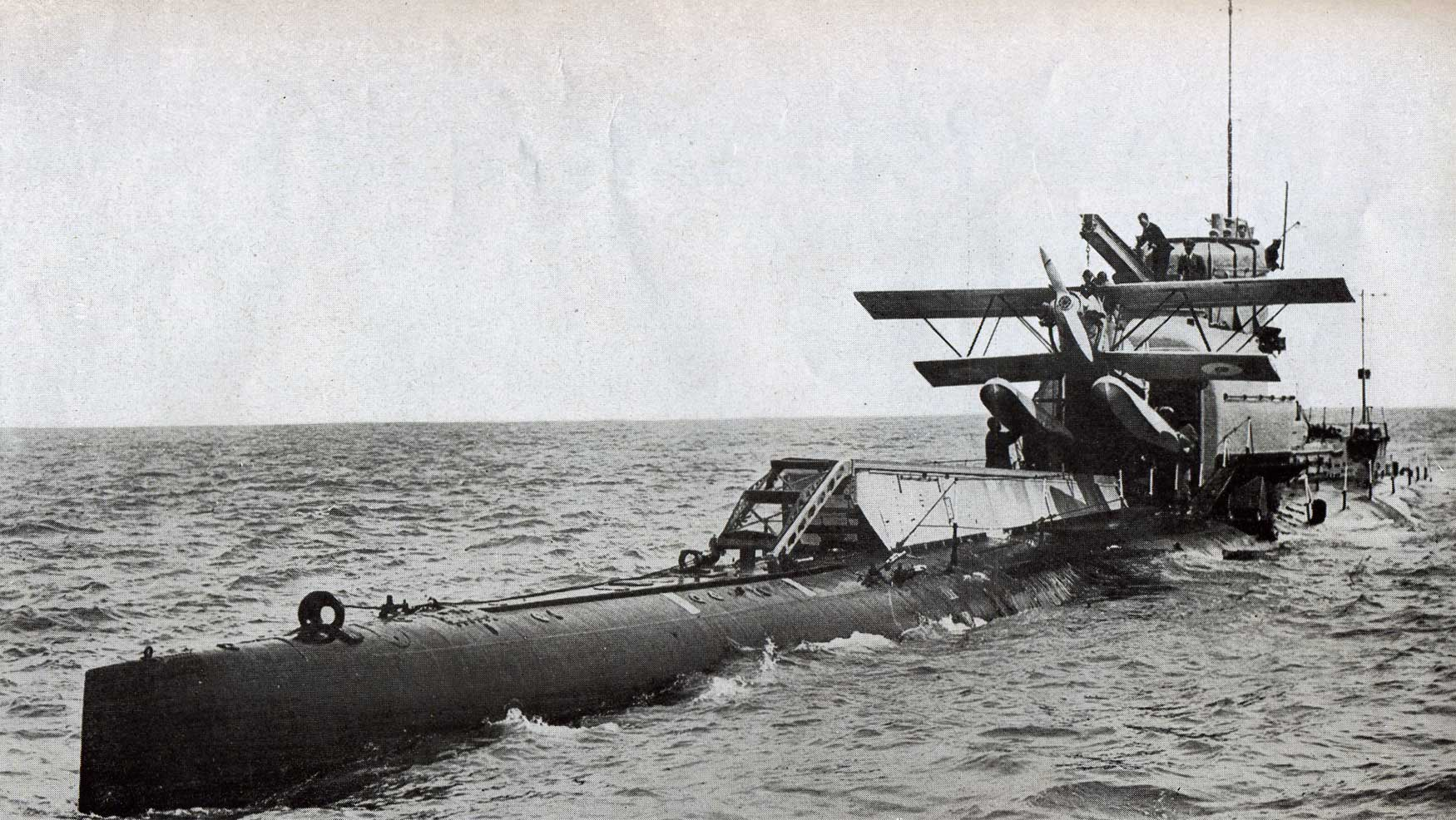
潜水艦 M2

### パーノール ピート
1925年に初飛行。6機。航空機搭載用に改造されたM級潜水艦の1艦M2に搭載されるために製造された。潜水艦からカタパルト発進する水上機はこれが初である。しかしM2の事故喪失により、以後英国海軍は潜水艦への航空機搭載をあきらめてしまった。

## アメリカ

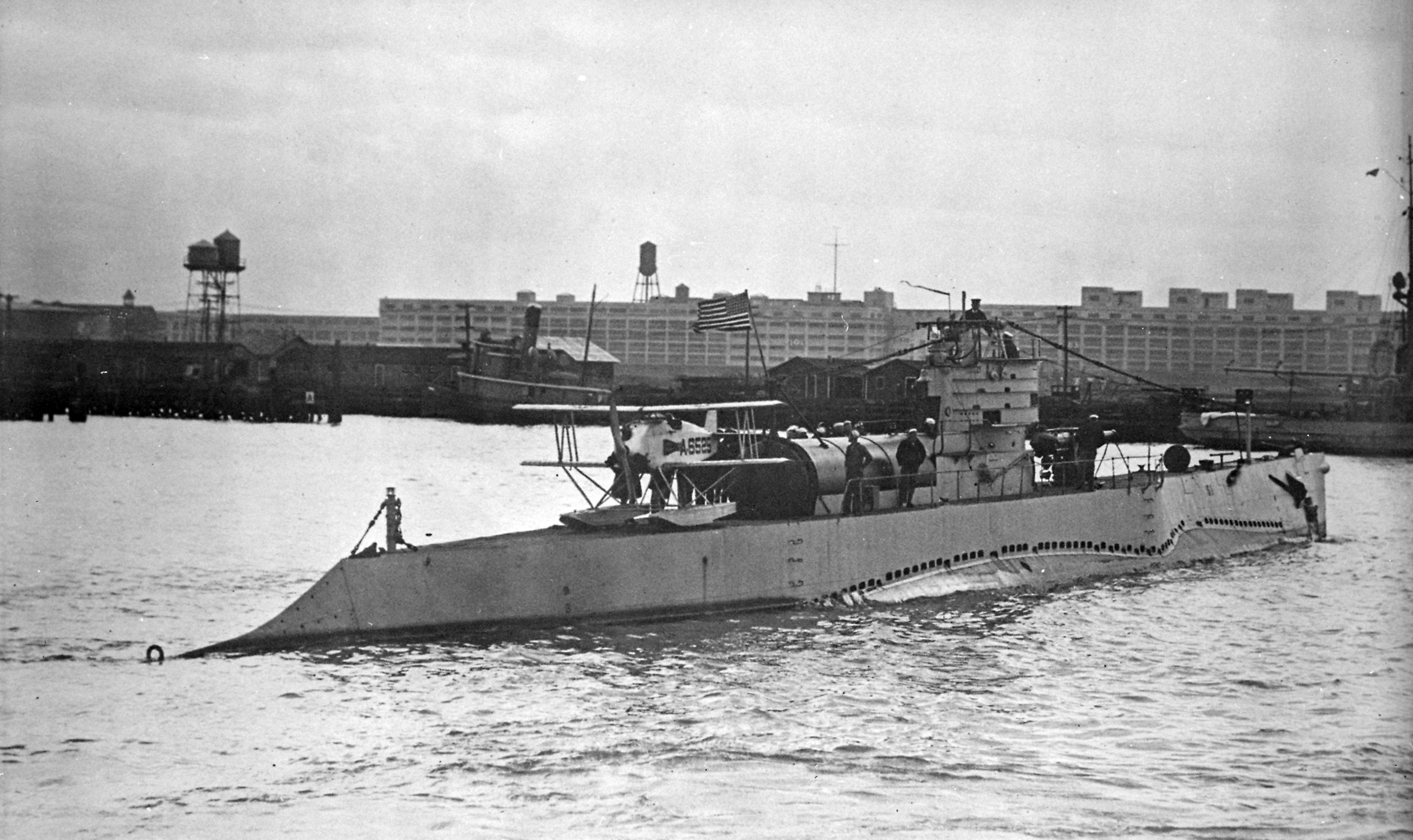
潜水艦S-1(SS-105)の上のMS-1

### コックス＝クレミン XS
1922年初飛行。要目はマーチンMSとほぼ同じだがやや機体が大きくなっている。XS-1として6機が製作され、その内の1機がエンジンを換装されXS-2になった。MSと共に特に改造されたS-1 (SS-105) を母艦として試験されたが実験の域を出るものではなかった。

### マーチン MS
1923年に初飛行したマーチン・モデル63で6機が製作された。双フロート。マーチン製の機体の中でもっとも小さな航空機でもある。
最高速度：97 mph
航続距離：200 miles
武装：
乗員数：1名

### ローニング SL
1931年に初飛行した両用飛行艇。XS/MSの実験が終わった後もS-1の航空機運用能力は保持されていたが、その間採用機は他に無かった。1機がXSL-1として試作され後エンジン換装によりXSL-2となった。1932年の試験終了をもってアメリカにおける潜水艦への航空機搭載は終わった。